# Zack Fleishman
Zachary „Zack“ Rodin Fleishman (* 17. März 1980 in Santa Monica, Kalifornien) ist ein ehemaliger US-amerikanischer Tennisspieler und heutiger Unternehmer.

## Tenniskarriere

### Juniorenlaufbahn und Studium (1997–2000)
Fleishman spielte zwischen 1997 und 1998 auf der ITF Junior Tour. Dort nahm er im Einzel zweimal an Grand-Slam-Turnieren teil, wo sein bestes Resultat das Viertelfinale bei den US Open 1998 war. Bei den US-Juniorenmeisterschaften zog er 1998 ins Endspiel ein. In der Junioren-Rangliste erreichte er mit Platz 19 seine höchste Notierung.
Nach der Juniorenlaufbahn entschied sich Fleishman für ein Studium an der UCLA, wo er auch im College Tennis aktiv war. Er verhalf dem Team als Nummer 2 zum Finaleinzug bei den NCAA Division I Tennis Championships. Nach einem Jahr unterbrach Fleishman sein Studium, um Tennisprofi zu werden.

### Erste Jahre als Profi (2000–2004)
In seinem ersten Profijahr gewann Fleishman zwei Turniere der drittklassigen ITF Future Tour. Auch auf der höherdotierten ATP Challenger Tour verbuchte er erste Erfolge. In Burbank besiegte er die Nummer 104 der Weltrangliste André Sá und zog in sein erstes Viertelfinale auf diesem Niveau ein. Das Jahr schloss er auf Rang 286 ab. Die folgenden Jahre waren von weniger Erfolg gekrönt. Bis 2005 gewann Fleishman keine Einzeltitel mehr und erst 2002 in Champaign schaffte er das zweite Mal den Einzug in ein Challenger-Viertelfinale. Beide Jahre schloss er außerhalb der Top 350 ab, nachdem er zwischenzeitlich sogar aus den besten 500 Spielern herausgefallen war.
Das erste Match auf der ATP Tour spielte er im August 2001 in Washington, D.C., wo er dank einer Wildcard spielberechtigt war. Gegen Wayne Black verlor er in der ersten Runde in zwei Sätzen. Anfang 2003 gelang ihm bei seinem zweiten Turnier der Kategorie ein Sieg in San José gegen Michaël Llodra, nachdem er sich durch die Qualifikation gekämpft hatte. In der zweiten Runde unterlag er Justin Gimelstob. Den Rest des Jahres 2003 hatte Fleishman vor allem Erfolg bei Challengers. Erst bestritt er in Forest Hills gegen den späteren Turniersieger Alex Bogomolow sein erstes Challenger-Halbfinale, dann ging er in Torrance noch einen Schritt weiter und erreichte das Endspiel, wo er Janko Tipsarević unterlag. Das Jahr schloss er mit Platz 204 so gut wie bis dato noch nie. Das Jahr 2004 war wegen einiger Pause weniger erfolgreich und er blieb ohne nennenswerte Ergebnisse, sodass Fleishman in der Rangliste wieder aus den Top 400 fiel.
Im Doppel waren die ersten Jahre die erfolgreichsten. Er gewann 2000 in Puebla, 2001 in Tarzana und 2003 in Mandeville seine drei einzigen Challenger-Titel im Doppel und stieg im Juli 2002 bis auf Platz 254, seine höchste Doppel-Platzierung. Auf der Future Tour war er im Doppel sechsmal erfolgreich.

### Die erfolgreichsten Jahre als Profi (2005–2007)
Den größten Erfolg bis dato erzielte Fleishman im Juni 2005, als er in Cuenca den ersten Challenger-Titel im Einzel gewann. In Los Angeles gelang ihm auf der ATP Tour sein größter Sieg, indem er die Nummer 42 der Welt, Vince Spadea in der ersten Runde schlug. Über die zweite Runde kam er dennoch weiterhin nicht hinaus.
Anfang 2006 kämpfte sich Fleishman durch drei Siege in der Qualifikation zu seinem ersten Grand-Slam-Hauptfeld bei den Australian Open. Gegen Dick Norman unterlag er in fünf Sätzen. Im März des Jahres triumphierte Fleishman beim Challenger in Ho-Chi-Minh-Stadt im Endspiel gegen Pavel Šnobel und holte seinen zweiten und letzten Challenger-Titel. Gegen Wang Yeu-tzuoo besiegte er abermals einen Top-100-Spieler. Direkt beim nächsten Challenger in Tallahassee verlor er erst im Finale Mardy Fish. Kurz vor Jahresende erreichte Fleishman in Champaign sein fünfte Challenger-Finale, in dem er Amer Delić unterlag. In der Weltrangliste stand er durch die Erfolge kurz vor dem Sprung unter die Top 150. Im Doppel kam Fleishman in Wimbledon an der Seite von Robert Smeets zu seiner einzigen Teilnahme an einem Grand-Slam-Turnier. Sie überstanden als Lucky Loser die erste Runde, bevor sie darauffolgend verloren.
Bei den Australian Open qualifizierte sich Fleishman abermals. In der ersten Hauptrunde schlug er die Nummer 26 der Welt Agustín Calleri in vier Sätzen. Gegen den Lokalmatador Wayne Arthurs schied er in der zweiten Runde in vier Sätzen aus. In Valencia verlor Fleishman auch sein sechsten Challenger-Endspiel gegen Alex Bogdanovic. Immer häufiger ging er nun bei ATP-Tour-Events an den Start, meist aber in der Qualifikation. Auch in Wimbledon schaffte er die Qualifikation und verlor gegen Tommy Haas glatt in drei Sätzen im Hauptfeld. Bei seiner erneuten Teilnahme am Turnier in Los Angeles im Juli reüssierte Fleishman das einzige Mal in seiner Karriere gegen einen Spieler der Top 10. Er schlug Fernando González, die Nummer 6 der Welt, in zwei Sätzen. Anschließend zog er auch das einzige Mal in seiner Karriere in ein ATP-Tour-Viertelfinale ein. Neben einem Challenger-Halbfinale in Sacramento erzielte Fleishman bis Jahresende keine Erfolge mehr. Im November des Jahres stieg er auf Platz 127, sein Karrierehoch.

### Verletzungen und Karriereende (2008–2011)
Die Hälfte des Jahres 2008 konnte Fleishman nicht bei Turnieren antreten, sodass er schnell Positionen verlor. Bei einem Fahrradunfall, der durch einen geplatzten Reifen ausgelöst wurde, kugelte er sich die Schulter aus. Zwei Operationen, bei denen insgesamt sechs Schrauben eingesetzt wurden, waren notwendig. Er gewann danach auf der Future Tour noch seinen letzten Titel, gelistet war er Ende des Jahres auf Rang 856; danach gewann er keine weiteren Punkte mehr. 2009 trat er zweimal mit einem Protected Ranking, das ihm wegen seiner Verletzung gewährt wurde, in der Qualifikation zu einem Grand-Slam-Turnier an. Das Gleiche tat er 2011 bei vier weiteren Turnieren. Alle seine Teilnahmen endeten in der ersten Runde, sodass er 2011 wegen anhaltender Probleme mit seiner Schulter seine Karriere beendete.

## Andere Betätigungsfelder
Fleishmans Trainer machte ihn mit David M. Patrick bekannt, nachdem er bemerkte, dass Fleishman großes Interesse an Naturwissenschaften hatte. Mit ihm zusammen gründete er Shark Wheel. Das Produkt der Firma ist ein Rad, das eine Mischung aus Würfel und Kugel ist. Durch diese Form führen kleine Hindernisse, gegen die etwa ein Skateboard fährt, nicht zum Sturz. Die Firma war mit der Erfindung 2015 bei Shark Tank, der US-Version von Die Höhle der Löwen. Seit 2021 ist er CEO des Unternehmens.

## Erfolge
| Legende (Anzahl der Siege) |
| Grand Slam                 |
| ATP Finals                 |
| ATP Tour Masters 1000      |
| ATP Tour 500               |
| ATP Tour 250               |
| ATP Challenger Tour (5)    |

### Einzel

#### Turniersiege
| Nr. | Datum         | Turnier           | Belag     | Finalgegner    | Ergebnis         |
| --- | ------------- | ----------------- | --------- | -------------- | ---------------- |
| 1.  | 19. Juni 2005 | Cuenca            | Sand      | Boris Pašanski | 6:3, 6:4         |
| 2.  | 19. März 2006 | Ho-Chi-Minh-Stadt | Hartplatz | Pavel Šnobel   | 7:66, 3:0 aufgg. |

### Doppel

#### Turniersiege
| Nr. | Datum              | Turnier    | Belag     | Partner              | Finalgegner                  | Ergebnis        |
| --- | ------------------ | ---------- | --------- | -------------------- | ---------------------------- | --------------- |
| 1.  | 26. November 2000  | Puebla     | Hartplatz | Jeff Williams        | Ivo Heuberger Ville Liukko   | 6:3, 6:4        |
| 2.  | 16. September 2001 | Tarzana    | Hartplatz | Michael Joyce        | Kyle Spencer Glenn Weiner    | 6:1, 5:7, 7:66  |
| 3.  | 21. September 2003 | Mandeville | Hartplatz | Sébastien de Chaunac | Benedikt Dorsch Matija Zgaga | 6:73, 7:62, 6:3 |